# Koraes Professor of Modern Greek and Byzantine History, Language and Literature
Der Koraes Professor of Modern Greek and Byzantine History, Language and Literature ist der Vertreter einer Professur auf dem Gebiet der Byzantinistik und Neogräzistik am King’s College London, die nach dem griechischen Gelehrten und Sprachreformator Adamantios Korais benannt und der byzantinischen und neugriechischen Geschichte, Sprache und Literatur gewidmet ist. Der Lehrstuhl stellt zusammen mit dem des Bywater and Sotheby Professor of Byzantine and Modern Greek Language and Literature an der Universität Oxford die bedeutendste Professur für Neogräzistik in Großbritannien dar.

## Geschichte
An der Einrichtung der Professur war der Gräzist und Archäologe Ronald Montagu Burrows maßgeblich beteiligt, der das King’s College als ein Zentrum für Slawische und Südosteuropäische Studien etablierte. Allerdings wurde der Lehrstuhl zunächst aus privaten Mitteln der griechischen Gemeinde Londons und der Anglo-Hellenic League finanziert. Diese idealisierte jedoch den jungen griechischen Staat, der zu jener Zeit in die Balkankriege verwickelt war, und lehnte daher die Ansichten des ersten Lehrstuhlinhabers Arnold J. Toynbee zur griechischen Geschichte ab. Nach einem schwerwiegenden Streit mit Vertretern des King’s College über die akademische Freiheit gab Toynbee die Professur fünf Jahre später wieder auf.
Der Lehrstuhl ist seit 1989 dem Centre for Hellenic Studies des King’s College zugeordnet, in das ab dem 1. September 2010 das Department of Byzantine & Modern Greek Studies integriert wurde. Erster und Interim-Direktor des Centre wurde David Ricks. Er wird am 1. Januar 2011 von Charlotte Roueché abgelöst, die das Centre bis zur Rückkehr des gegenwärtigen Koraes Professor, Roderick Beaton, aus einer dreijährigen Leverhulme Fellowship am 1. September 2012 leiten wird.
Seit September 2018 ist Gonda Van Steen in Nachfolge von Roderick Beaton der neue Koraes Professor of Modern Greek and Byzantine History, Language and Literature.